# Марокканці у Німеччині
Марокканці у Німеччині - це жителі Німеччини, які мають марокканське походження. За даними Федерального статистичного управління Німеччини, станом на 2018 рік у Німеччині проживало 76 200 громадян Марокко без німецького громадянства. З них 505 -  отримали статус притулку.
На сьогоднішній день, більшість марокканських німців мають німецьке та марокканське громадянство.
У Німеччині, а особливо в районі Рейн-Майн, багато громадян марокканського походження мають коріння в провінції Надор.
Серед марокканської громади в Німеччині також є  значна меншість людей іспано -марокканського походження.
Згідно зі статистичним звітом BKA за 2017 рік, іммігранти з Марокко становили 1,0% усіх шукачів притулку між 2015-2017 роками, і вони становили 3,9% усіх мігрантів, яких підозрювали у злочинах.

## Демографія
| Кількість марокканців у великих містах |             |       |
| #                                      | Місто       | Люди  |
| 1.                                     | Франкфурт   | 7,364 |
| 2.                                     | Дюссельдорф | 4,741 |
| 3.                                     | Дортмунд    | 3,421 |
| 4.                                     | Вупперталь  | 2463  |
| 5.                                     | Кельн       | 2,328 |
| 6.                                     | Ахен        | 2,175 |
| 7.                                     | Бонн        | 1,918 |
| 8.                                     | Вісбаден    | 1,801 |
| 9.                                     | Ессен       | 1458  |
| 10.                                    | Оффенбах    | 1,386 |